# Sac d'Alost
- Chronologie de la guerre de Quatre-Vingts Ans
- Valenciennes
- Austruweel
- Rheindalen
- Heiligerlee
- Jemmingen
- Jodoigne
- Brielle
- 1er Flessingue
- Malines
- Goes
- Mons
- Haarlem
- 2e Flessingue
- Borsele
- Zuiderzee
- Alkmaar
- Leyde
- Reimerswaal
- Mook
- Lillo
- Zierikzee
- 1er Anvers
- 1er Bréda
- Gembloux
- Rijmenam
- 1er Deventer
- Maastricht
- 2e Bréda
- Açores
- 2e Anvers
- 3e Anvers
- Boksum
- Zutphen
- 1er Berg-op-Zoom
- Gravelines
- 3e Bréda
- 2e Deventer
- Groningue
- Huy
- 1er Groenlo1
- 2e Groenlo
- Turnhout
- Nieuport
- Ostende
- L'Écluse
- 3e Groenlo
- Saint-Vincent
- Gibraltar
- Saint-Vincent (1621)
- 2e Berg-op-Zoom
- 4e Bréda
- 4e Groenlo
- Matanzas
- Bois-le-Duc
- Abrolhos
- Slaak
- Maastricht
- 5e Bréda
- Cabañas
- Calloo
- Les Downs
- Saint-Vincent (1641)
- Hulst
- Cavite

Le sac d'Alost est un épisode de la guerre de Quatre-Vingts Ans qui voit un groupe de mutins espagnols piller la ville d'Alost, dans le comté d'Alost, le 25 juillet 1576. À partir de ce jour, la ville est soumise à toutes les horreurs du pillage, du meurtre et du viol. Après cela, la ville sert de quartier général aux mutins jusqu'au 2 novembre, où ils se rendent à Anvers pour participer à la furie espagnole du 4 novembre.

## Prélude
En mars 1576, des soldats espagnols aux ordres de Cristóbal de Mondragón se mutinent après le siège de Zierikzee (1575-1576) et s'éparpillent dans les Flandres. À Bruxelles, la bourgeoisie en a assez de la présence et du comportement impardonnable des soldats espagnols dans leur ville. Des députés leur offrent une remise des charges pénales pour l'émeute qu'ils ont provoquée, et le versement partiel de leur solde. Cependant, les mutins exigent de recevoir le paiement intégral ou une ville en garantie. La bourgeoisie prend alors les choses en main : en un rien de temps, huit à neuf mille citoyens s'unissent pour chasser les Espagnols. Un certain Cornelis van Straeten et l'aubergiste de « La couronne de Hongrie » prennent la tête du mouvement. Mansfeld tente en vain de calmer le jeu, et est même contraint de rejoindre les rangs des bourgeois. De La Torre, président du conseil privé, et Antonius Quarre veulent une garnison wallonne dans la ville, mais leur proposition est rejetée, et la tentative de Quarre de laisser entrer secrètement les Wallons échoue.
Pendant ce temps, les soldats mutins tentent de surprendre Malines, mais échouent. Il semble un instant qu'ils veuillent regagner Bruxelles, mais font brusquement demi-tour et se dirigent vers Alost, qui est alors une grande ville fortifiée, densément peuplée et prospère. Les habitants d'Alost tentent d'arrêter les mutins avec l'aide des agriculteurs. Retranchés sur un pont sur la Dendre, ils parviennent à résister à de nombreuses attaques. Cependant, en raison de la trahison d'un fermier, les mutins parviennent aux portes d'Alost.

## Déroulement

### Capture et pillage de la ville
Déterminés, les mutins s'approchent d'Alost le 25 juillet et, arrivés aux portes de la ville, la revendique. Par ordonnance de la Cour et du Conseil d'État, il leur est signifié que l'entrée leur est interdite, mais que de la nourriture et des produits de première nécessité peuvent leur être fournis. Non satisfaits de cette réponse, les Espagnols font le tour de la ville à la recherche d'un point faible, qu'ils trouvent près de la rivière où il n'y a presque pas d'eau. Par cette rivière, ils marchent directement dans la ville, sans que personne résiste (à l'exception d'un vieil homme nommé Zeger Bololop, qui y perd la vie), jusqu'au marché où ils s'alignent en ordre de bataille.

### Mise hors la loi
La ville subit alors toutes les horreurs des pillages, des meurtres et des viols. Une fois à l'intérieur de la ville, les mutins arrêtent immédiatement les représentants du pouvoir (un fonctionnaire du roi est même pendu). Leurs maisons sont prises par les mutins, qui exigent un tribut pour ne pas brûler Alost, puis toute la région, allant jusqu'à Bruxelles et Gand. Dans les premiers jours, cent soixante-dix villages sont pillés. Lorsque cette nouvelle est annoncée à Bruxelles, la population est en émoi : une délégation fait irruption à la Cour et accuse le Conseil de traîtrise. Les clés de la ville sont arrachées des mains de Mansfeld. Le 26 juillet, le Conseil d'État déclare hors-la-loi les soldats mutinés. Le Conseil décide de recruter des soldats pour lutter contre les mutins.

### Escalade
Les mutins, en colère d'être déclarés hors-la-loi, s'écrient à haute voix qu'ils n'auront de cesse de venger l'opprobre qu'on leur a fait. Les mutins reçoivent des renforts sous la forme d'autres rebelles (dont ceux de Zierikzee). Alost devient l'un de leurs quartiers généraux, où leur nombre finit par atteindre les deux mille hommes. Après la mise hors la loi, des officiers notables, qui se sont jusque-là tenus à l'écart de la mutinerie, offusqués qu'une administration civile interdise l'armée espagnole et remarquant que la haine des mutins est en train de se généraliser à tous les Espagnols, viennent grossir le rang des mutins.
Entretemps, la rébellion qui fait rage gagne toute l'armée des Flandres. Guillaume d'Orange veut profiter de cette situation pour se débarrasser collectivement des Espagnols.

### Effets
Le Conseil d'État tente en vain d'empêcher la dispersion des mutins qui se sont entretemps installés dans diverses places fortes. Ils tentent d'arrêter le capitaine Don Alonso de Vargas à Louvain, mais ce dernier réussit à passer à Alost. Ne parvenant pas à convaincre les mutins de le rejoindre, Don Alonso de Vargas part pour Maastricht, qui subit le même sort qu'Alost.
Il faut désormais ramener des soldats espagnols de Hollande. Lancelot de Berlaymont, comte de Megen, qui s'est rendu à Woerden pour relever cette ville, assiégée peu après le massacre d'Oudewater (nl) par une importante armée composée de Wallons, d'Allemands et d'Espagnols. Une grande partie de cette armée est alors déplacée vers le sud pour agir contre les mutins. Les États de Brabant et de Flandre mènent alors une sorte de guerre contre les troupes mutines.

## Conséquences
L' Espagne déclare faillite le 1er septembre 1575. En raison des nombreuses guerres que l'Empire espagnol a menées dans le monde, le gouvernement du roi Philippe II a accumulé d'énormes dettes. En conséquence, les troupes ne pouvaient plus être correctement payées. Certains soldats aux Pays-Bas n'ont pas été payés depuis deux ans et demi. Le 2 novembre, les quelque 2 000 mutins quittent Alost pour Anvers. Ils emportent avec eux des tonnes d'argent et de marchandises. Les mutins rejoignent des groupes de mutins d'autres villes, telles que Lierre, Maastricht et Bréda, puis se dirigent ensemble vers Anvers, où la furie espagnole déferle le 4 novembre.
Les régions du Brabant et du Hainaut font par la suite emprisonner le Conseil d'État, et invitent également d'autres régions à délibérer sur la situation. Ils consultent aussi le prince d'Orange. Après le sac d'Anvers, la pacification de Gand parvient à ramener le calme à Alost, jusqu'en 1582 où Olivier van den Tympel s'empare de la ville.